# Бонер Спрингс (Канзас)
Бонер Спрингс (енгл. Bonner Springs) град је у америчкој савезној држави Канзас.

## Демографија
По попису из 2010. године број становника је 7.314, што је 546 (8,1%) становника више него 2000. године.
| Група             | 2000.         | 2010.         |
| Белци             | 5.930 (87,6%) | 5.852 (80,0%) |
| Афроамериканци    | 274 (4,0%)    | 398 (5,4%)    |
| Азијати           | 31 (0,5%)     | 35 (0,5%)     |
| Хиспаноамериканци | 419 (6,2%)    | 792 (10,8%)   |
| Укупно            | 6.768         | 7.314         |